# Hurumlandet
Hurumlandet er en halvø der ligger  mellem Oslofjorden og Drammensfjorden i Asker kommune i Viken fylke, Norge, med havstrækningen Breiangen mod syd. Hurumlandet afgrænses af Oslofjorden i øst og Drammensfjorden i vest, og er traditionelt et centralt beliggende landbrugs- og industriområde  midt i Oslofjorden. Turisme er i nyere tid blevet et vigtigt erhverv, med hoteller, spisestedet og aktivitetstilbud. 

## Naturformer
Hurumlandet består af  granit-afsætninger i vest og midt på, men kambrosilurske afsætninger af skifer og sandsten i et bælte i mod syd  og øst. Helt mod syd  er der også noget kalksten og et hævet parti fra ordovicium, samt gangbergarter og kvartsitpartier. Området ligger i den østlige del af  Oslofeltet. Bjerggrunden er meget varieret med rester af en gammel vulkan centralt og i bugten Ersvika mod syd, samt meget rød drammensgranit i de centrale områder. Hurumlandet har kystnåleskov og et rigt planteliv, specielt på Tofteholmene. 
Hurumlandet har uforholdsmæssigt mange af Buskeruds beskyttede naturområder, grundet den meget rige og varierede biologi på den sydlige del af halvøen i mødet mellem forskellige og ofte unikke bjerggrunde, med vigtige plantearter og skovmiljøer. Her vokser blandt andet de sjældne mistelten, dragehoved og Skærm-Vintergrøn. Dyrelivet omfatter elg, fiskeørn, skarv og edderfugl. I syd langs en kyststrækning på 5-10 kilometer er der hele otte naturværnsområder – regnet fra sydvest mod sydøst: Holtnesdalen naturreservat, Solfjellåsene naturreservat (kalkstensbiotoper), Haraldsfjellet naturreservat (kalkstensbiotoper), Sandbukta-Østnestangen naturreservat (planteliv), Ersvikskjær naturreservat (fugleliv), Tofteskogen naturreservat, Ranvikholmen naturreservat (planteliv) og Tofteholmen naturreservat (planteliv). Længere mod nordøst ligger Storskjær naturreservat ud for Storsand.

## Historie
Hurumhalvøya har flere gravhøje blandt andet ved Ersvika, og en lille dyssegrav fra bronzealderen ved Rødtangen. Hurumlandet har siden middelalderen været en strategisk landtunge ved indsejlingen til landets hovedstad. I 1600-tallet havde statholderfamilien Huitfeldt et af sine hovedgodser her – Tronstad gård – og slægten har sit gravsted ved Hurum kirke. Militært har halvøen haft stor betydning og befæstninger siden middelalderen, mest kendt er nok Oscarsborg fæstning lige øst for Hurumlandet. På Verket i vest ved Drammensfjorden er der fæstningsværker fra 1890'erne.

## Trafik og byer
Riksvei 23 går over Hurumlandet til tunnelen under Oslofjorden ved Drøbak. Desuden går Spikkestadbanen helt i nord med station i Røyken. Hurumlandet var et af stederne som blev udlagt som mulig  placering  for ny hovedflyveplads til erstatning for Fornebu, men tabte til fordel for Gardermoen. Der er færge fra Verket på Hurumlandet til Svelvik. 
Byerne Røyken, Slemmestad, Åros, Sætre og Tofte ligger på Hurumlandet. Der er betydelig industritradition på Hurumlandet. I Sætre har Dyno Industrier fra gammelt tid en sprængstoffabrik, mens byen Tofte har en lang industrihistorie med Hurum fabrikker og Södra Cell Tofte (tidligere Tofte Cellulosefabrikk). Her ligger også verdens første saltkraftværk.
59°32′24″N 10°29′31″Ø / 59.54000°N 10.49194°Ø